# Triumfetta sonderi
Triumfetta sonderi är en malvaväxtart som beskrevs av Franciso Manoel Carlos de Mello de Ficalho och Hiern. Triumfetta sonderi ingår i släktet triumfettor, och familjen malvaväxter. Inga underarter finns listade i Catalogue of Life.